# Kotuń (województwo wielkopolskie)
Kotuń (niem. Kattun) – wieś krajeńska w Polsce położona w województwie wielkopolskim, w powiecie pilskim, w gminie Szydłowo.
Pierwotna, słowiańska nazwa tej miejscowości miała brzmieć Kutno, choć inne źródła podają, że wywodzi się od strumyka o nazwie Kotuń. Była folwarkiem należącym do starostwa ujsko-pilskiego, założonym na gruntach miejskich Piły (niem. Schneidemühl) w latach 1586-1617. Z czasem osada rozwinęła się w wieś. Podczas wojen szwedzkich (1655-1660) Kotuń został silnie zniszczony. W 1789 roku liczył 23 domostwa. Najstarsze budynki tutejszego majątku ziemskiego liczącego ok. 9 ha wraz z okazałym pałacem pochodzą z II połowy XIX wieku. Sam pałac zbudowany w stylu modernistycznym jest prosty w bryle i posiada dwie kondygnacje. Powstał około 1900 roku i wraz z budynkami gospodarczymi oraz parkiem figuruje w rejestrze zabytków. Przed pałacem znajduje się dorodny okaz chronionego prawem dębu szypułkowego.
Jednym z pierwszych właścicieli folwarku był polski szlachcic Kilian Pobolski i od jego nazwiska nazwano tamę Pobolski i most Pobolski. Po nim właścicielem został szlachcic Bielawski, a następnie W 1669 r. folwark dzierżawił Bokorowski. W czasie I rozbioru Polski folwark w Kotuniu stał się własnością królewską, a 3 lipca 1812 r. kupił go królewski urzędnik skarbowy Kegel. W 1831 r. właścicielem zostaje jego syn Wilhelm Kegel, a od 1892 r. Franz Modrow z Wrzącej.
Po drugiej wojnie światowej Kotuń składał się z dwóch części. Do pierwszej należał majątek z pałacem i czworakami, na bazie którego powstało Państwowe Gospodarstwo Rolne specjalizujące się w hodowli bydła. Wokół PGR powstało osiedle domów wielorodzinnych, w których zamieszkali pracownicy PGR. Drugą część zamieszkiwali rolnicy indywidualni oraz pracownicy cegielni powstałej na początku XX wieku i funkcjonującej do końca lat 80 XX wieku. 
Początek lat 90. XX wieku to trudny okres dla mieszkańców tej miejscowości. Wówczas likwidacji uległo Państwowe Gospodarstwo Rolne, w cegielni wygaszono piec, a większość mieszkańców pozostała bez pracy. 
Kotuń jest dziś siedzibą sołectwa zamieszkałego przez ponad 700 mieszkańców i obejmującego zasięgiem także miejscowość Cyk (niem. Klappstein). 
W latach 1975–1998 miejscowość administracyjnie należała do województwa pilskiego.
We wsi znajdowała się dawniej cegielnia - obecnie budynki jej zostały rozebrane, a na jej terenie budowane są stawy.

## Zobacz
- Kotuń
- Cyk - województwo mazowieckie